# اویبک کیلیچف
اویبک کیلیچف (انگلیسی: Oybek Kilichev؛ زادهٔ ۱۷ ژانویهٔ ۱۹۸۹) بازیکن فوتبال اهل ازبکستان بود.
از باشگاه‌هایی که در آن بازی کرده است می‌توان به باشگاه فوتبال پراک، باشگاه فوتبال الشعب امارات، باشگاه فوتبال پخته‌کار تاشکند، باشگاه فوتبال پیکان، و باشگاه فوتبال اندیجان اشاره کرد.
وی همچنین در تیم‌های ملی فوتبال مردان زیر ۲۰ سال ازبکستان و ازبکستان بازی کرده است.